# Малаховский, Бронислав Брониславович
Бронисла́в Бронисла́вович Малахо́вский (1902—1937) — советский архитектор и художник-карикатурист, оформитель книг.

## Биография
Родился 21 сентября 1902 года. Происходил из старинного польского рода Наленч-Малаховских. Отец — Б. С. Малаховский — инженер, организатор советского паровозостроения и конструктор паровозов; брат — Лев Малаховский, художник-график. Дядя А. С. Малаховский — астраханский архитектор, автор многих архитектурных памятников в Астрахани.
Окончил среднюю школу, потом учился в музыкальном училище, затем — во Вхутемасе, который окончил в 1926 году. С 1926 года рисунки Малаховского постоянно начали появляться на страницах «Бегемота», «Смехача», «Чудака», «Пушки», в 1930-х годах — «Крокодила». Он был сотрудником журналов «Чиж» и «Ёж». Участник Международной выставки карикатуры (1934) и выставки «Художники РСФСР за 15 лет».
В 1937 году в журнале «Сверчок» публиковались его последние работы. 
Бронислав Малаховский был арестован 23 июля 1937 года. Комиссией НКВД и Прокуратуры СССР приговорен по ст. 58-6 УК РСФСР, шпионаж, 25 августа 1937 года к высшей мере наказания. Расстрелян 27 августа 1937 года.

## Некрография
Захоронен в пос. Левашово под Ленинградом. Согласно данным организации «Мемориал», Бронислав Малаховский был в силу его национальной принадлежности записан в польские шпионы. Возможно, его коснулась массовая кампания охоты на граждан неблагонадежного этнического происхождения, в первую очередь немецкого и польского, которая была начата руководством ВКП(б) в 1937 году. 
Реабилитирован посмертно Военным трибуналом ЛВО 8 января 1958 года за отсутствием состава преступления.
25 июля 2015 года в Санкт-Петербурге на фасаде дома 1/3 по Малому проспекту Петроградской стороны был установлен мемориальный знак «Последний адрес» Бронислава Брониславовича Малаховского.

## Творчество
Бронислав Малаховский — первый иллюстратор «Золотого ключика» А. Толстого. Но начальный опыт работы иллюстратором относится ещё к годам его студенчества: в 1925 году Малаховский вместе с художником Н. Снопковым выполнил для издательства «Радуга» иллюстрации к детской книжке Н. Асеева «Песни Пищика». Возможности Малаховского-иллюстратора ярко раскрылись в рисунках к «Испорченным детям» М. Салтыкова-Щедрина, выполненных в 1935 году для достаточно скромного издания «Библиотеки „Крокодила“».

## Семья
- Жена — Мария Малаховская (25.07.1904 — 18.06.1948), дочь богослова Валентина Тернавцева. Была сослана в Казахстан в сентябре 1937 года. Умерла в Бутырской тюрьме.

Дети:
- Сын Дмитрий (1932—2010) — профессор географии СПбГУ, почётный член РГО.
- Дочь Екатерина (8.12.1926 — 4.02.1988) — «умная Маша», балерина, преподаватель-хореограф.

Внуки:
- Мария Томашевская (1952—2019) — филолог, дочь Екатерины Малаховской и литературоведа Николая Томашевского[8].

Правнуки:
- Правнучка Станислава Малаховская (род. 1993) — художница, исполнительница на леверсной и педальной арфах[9][10].